# Tableau des Provinces situées sur la côte occidentale de la Mer Caspienne entre les fleuves Terek et Kour
Tableau des Provinces situées sur la côte occidentale de la Mer Caspienne entre les fleuves Terek et Kour (abreviado Tabl. Prov. Mer Casp.) (Tablas de las provincias situadas sobre la costa occidental del mar Caspio, entre los ríos Terek y Kour), es un libro con ilustraciones y descripciones botánicas que fue escrito por el naturalista y explorador alemán Friedrich August Marschall von Bieberstein. Fue publicado en San Petersburgo en el año 1798.